# Spånsjön, Småland
Spånsjön är en sjö i Gislaveds kommun i Småland och ingår i Nissans huvudavrinningsområde. Sjön är 2,8 meter djup, har en yta på 0,198 kvadratkilometer och befinner sig 154,2 meter över havet. Sjön avvattnas av vattendraget Ängån. Vid provfiske har abborre, gädda och mört fångats i sjön.

## Delavrinningsområde
Spånsjön ingår i det delavrinningsområde (634140-136230) som SMHI kallar för Ovan Stålebobäcken. Medelhöjden är 161 meter över havet och ytan är 26,81 kvadratkilometer. Det finns inga delavrinningsområden uppströms utan avrinningsområdet är högsta punkten. Ängån som avvattnar avrinningsområdet har biflödesordning 2, vilket innebär att vattnet flödar genom totalt 2 vattendrag innan det når havet efter 112 kilometer. Delavrinningsområdet består mestadels av skog (54 %), jordbruk (19 %) och sankmarker (13 %). Avrinningsområdet har 0,2 kvadratkilometer vattenytor vilket ger det en sjöprocent på 0,7 %. Bebyggelsen i området täcker en yta av 0,22 kvadratkilometer eller 1 % av avrinningsområdet.